# Drosophila plagiata
Drosophila plagiata este o specie de muște din genul Drosophila, familia Drosophilidae, descrisă de Mario Bezzi în anul 1908. Conform Catalogue of Life specia Drosophila plagiata nu are subspecii cunoscute.